# Dark Light (HIM)
Dark Light è il quinto album del gruppo musicale finlandese HIM, uscito nell'autunno del 2005.
Per questo album la band si è affidata al mixaggio del produttore inglese Tim Palmer e le registrazioni sono state effettuate alla Paramour Estate, a Los Angeles, nel quartiere Silver Lake.

## Il disco
Il passaggio di etichetta dalla BMG alla Sire si vede e si sente: l'imballaggio del CD è molto ricercato, con la sovracopertina cartonata riprende il famoso Heartagram; all'interno la copertina del booklet vede un palazzo in mezzo al mare in tempesta sul quale dominano il nome del gruppo e il loro simbolo.
Il singolo di lancio Wings of a Butterfly nella tracklist dell'album viene indicato come Rip Out the Wings of a Butterfly; la canzone non presenta comunque nessuna differenza rispetto alla versione del singolo.

## Tracce
Testi e musiche di Ville Valo, tranne dove indicato.
1. Vampire Heart – 4:46
2. Rip Out the Wings of a Butterfly – 3:30
3. Under the Rose – 4:50
4. Killing Loneliness – 4:29
5. Dark Light – 4:31
6. Behind the Crimson Door – 4:37
7. The Face of God – 4:36
8. Drunk on Shadows – 3:49
9. Play Dead – 4:36
10. In the Nightside of Eden – 5:40

Tracce bonus
1. Venus (In Our Blood) – 4:32
2. The Cage – 4:17

Tracce bonus dell'edizione giapponese
1. Poison Heart – 3:41 (Ramones)

## Formazione
- Ville Valo - voce
- Lily Lazer - chitarra
- Migé Amour - basso
- Gas Lipstick - batteria
- Emerson Burton - tastiere